# Exorista hyalipennis
Exorista hyalipennis är en tvåvingeart som först beskrevs av Baranov 1932.  Exorista hyalipennis ingår i släktet Exorista och familjen parasitflugor. Inga underarter finns listade i Catalogue of Life.